# اپیکاریدیا
اپیکاریدیا (نام علمی: Epicaridea) یک فروراسته از راسته جورپایان است. این سخت پوستان زندگی انگلی دارند و به عنوان انگل خارجی سخت‌پوستان دیگر همچون نرم‌زرهیان، صدفیان، پاروپایان و کشتی‌چسب‌ها مطرح می‌باشند. ریخت‌شناسی جنس‌ها در این جانوران متفاوت هستند. نرها کوچک‌تر از ماده‌ها هستند. ماده نامتقارن و تقسیم‌بندی بدنی ندارند. دهان کوچک است و فک بالایی و پایینی دارند. مرحله لاروی این فروراسته دارای دو یا سه مرحله می‌باشد.

## رده‌بندی
برای این فروراسته چهارده خانواده در دو بالاخانواده توصیف شده‌است که منطبق بر WoRMS عبارتند از:
- Superfamily Bopyroidea Rafinesque, 1815
  - Bopyridae Rafinesque, 1815
  - Colypuridae Richardson, 1905
  - Entoniscidae Kossmann, 1881
  - Ionidae H. Milne Edwards, 1840
- Superfamily Cryptoniscoidea Kossmann, 1880
  - Asconiscidae Bonnier, 1900
  - Cabiropidae Giard & Bonnier, 1887
  - Crinoniscidae Bonnier, 1900
  - Cryptoniscidae Kossmann, 1880
  - Cyproniscidae Giard & Bonnier, 1887
  - Dajidae G. O. Sars, 1883
  - Entophilidae Richardson, 1903
  - Hemioniscidae Bonnier, 1900
  - Podasconidae Giard & Bonnier, 1895
  - Stellatoniscidae Oanh & Boyko, 2020